# Andrew Gunn
Andrew Gunn, född 15 juli 1969 i Toronto i Ontario, är en kanadensisk filmproducent. Han driver produktionsbolaget Gunn Films som han grundade år 2001. Han har sedan dess arbetat med Walt Disney Pictures och producerat filmer som Freaky Friday och Höjdarskolan: Sky High.
Gunn är en av grundarna till Solstice Studios, som är baserat i Los Angeles.

## Filmografi (producent, i urval)
Gunn var producent i alla filmer om inget annat anges.

### Film
| År   | Film                           | Kredit       |
| ---- | ------------------------------ | ------------ |
| 1996 | Eddie – En värsting till coach | Medproducent |
| 2002 | Nalles stora äventyr           |              |
| 2003 | Freaky Friday                  |              |
| 2003 | Spökhuset                      |              |
| 2005 | Höjdarskolan: Sky High         |              |
| 2008 | College Road Trip              |              |
| 2008 | Bedtime Stories                |              |
| 2009 | Race to Witch Mountain         |              |
| 2016 | Bad Santa 2                    |              |
| 2020 | Unhinged                       |              |
| 2021 | Cruella                        |              |
| 2025 | Freakier Friday                |              |

Som skådespelare
| År   | Film     | Roll |
| ---- | -------- | ---- |
| 1987 | The Gate | Brad |

### TV
| År   | Titel     | Kredit             | Noter   |
| ---- | --------- | ------------------ | ------- |
| 2008 | Minutemen | Exekutiv producent | TV-film |